# Saad Al-Shammari
Saad Al-Shammari (Rafha, 6 agosto 1980) è un ex calciatore qatariota, di ruolo difensore.